# Miss Asia Pacific International
Miss Asia Pacific International è il primo e più longevo concorso di bellezza in Asia. Fu avviato nel 1968 come concorso di bellezza regionale intitolato Miss Asia Quest. Le concorrenti provenivano dall'Asia e dall'Oceania.
Nel 1985, il concorso ha cambiato il proprio nome in Miss Asia Pacific Quest, per estendere la competizione non solo ad Asia ed Oceania, ma anche all'America, i cui confini sono toccati dall'Oceano Pacifico.
Il concorso ha preso la sua forma attuale nel 2005, quando il suo nome è stato nuovamente cambiato in Miss Asia Pacific International, per includere le nazioni di tutto il mondo. 

## Albo d'oro
| Anno | Vincitrice                     | Nazione            | Città ospite                |
| ---- | ------------------------------ | ------------------ | --------------------------- |
| 1968 | Macy Shih                      | Taiwan             | Quezon, Filippine           |
| 1969 | Won-kyoung Seo                 | Corea del Sud      | Quezon, Filippine           |
| 1970 | Zeenat Aman                    | India              | Quezon, Filippine           |
| 1971 | Flora Baza                     | Guam               | Quezon, Filippine           |
| 1972 | Janet Coutts                   | Australia          | Quezon, Filippine           |
| 1973 | Tara Anne Fonseca              | India              | Manila, Filippine           |
| 1974 | Susie Currie                   | Australia          | Manila, Filippine           |
| 1975 | Eva Regina Arni                | Papua Nuova Guinea | Manila, Filippine           |
| 1976 | Jacqueline Stuart              | Singapore          | Manila, Filippine           |
| 1977 | Linda Emran                    | Indonesia          | Manila, Filippine           |
| 1978 | Siriporn Savanglum             | Thailandia         | Manila, Filippine           |
| 1979 | Ayla Altas                     | Turchia            | Manila, Filippine           |
| 1980 | Lorraine Gaye McGrady          | Australia          | Manila, Filippine           |
| 1981 | Bernadine Rosemarie Ramanayake | Sri Lanka          | Kuala Lumpur, Malaysia      |
| 1982 | Maria del Carmen Ines Zaragoza | Filippine          | Kuala Lumpur, Malaysia      |
| 1983 | Gloria Aranas Dimayacyac       | Filippine          | Manila, Filippine           |
| 1984 | Melek Gurkan                   | Turchia            | Christchurch, Nuova Zelanda |
| 1985 | Nurit Mizrachi                 | Israele            | Hong Kong                   |
| 1986 | Helen Crawford                 | Nuova Zelanda      | Hong Kong                   |
| 1987 | Cilinia Prada Acosta           | Panama             | Hong Kong                   |
| 1988 | Preeyanuch Panpradub           | Thailandia         | Hong Kong                   |
| 1989 | Lorna Villanueva Legaspi       | Filippine          | Hong Kong                   |
| 1992 | Tali Ben-Harush                | Israele            | Manila, Filippine           |
| 1993 | Michelle Zulueta Aldana        | Filippine          | Manila, Filippine           |
| 1994 | Jessica Vanessa Tapia Guiulfo  | Perù               | Cebu, Filippine             |
| 1995 | Mi-jung Yoon                   | Corea del Sud      | Baguio, Filippine           |
| 1996 | Gabriela Aguilar Chavarría     | Costa Rica         | Subic, Filippine            |
| 1997 | Worarat Suwannarat             | Thailandia         | Davao, Filippine            |
| 1998 | Kisha Alvarado Murillo         | Costa Rica         | Clark Field, Filippine      |
| 1999 | Juliana Andrea Arango Londoño  | Colombia           | Quezon, Filippine           |
| 2000 | Diya Mirza Handrich            | India              | Quezon, Filippine           |
| 2001 | Luciana Luisa Farfán Vargas    | Perù               | Makati, Filippine           |
| 2002 | So-yoon Kim                    | Corea del Sud      | Manila, Filippine           |
| 2003 | Tatjana Nikitina               | Russia             | Quezon, Filippine           |
| 2005 | Leonora Jiménez (Detronizzata) | Costa Rica         | Canton, Cina                |
| 2005 | Evgenija Lapova                | Russia             | Canton, Cina                |
| 2016 | Tessa Helena le Conge          | Paesi Bassi        | Puerto Princesa, Filippine  |
| 2017 | Francielly Ouriques            | Brasile            | Manila, Filippine           |